# Municipio de Tlalixtac de Cabrera
El municipio de Tlalixtac de Cabrera es uno de los 570 municipios del estado mexicano de Oaxaca. Su cabecera es la localidad de Tlalixtac de Cabrera.

## Geografía
El municipio de Tlalixtac de Cabrera colinda al norte con los municipios de Santa Catarina Ixtepeji y Santa Catarina Lachatao; al este con los municipios de Teotitlán del Valle, Santo Domingo Tomaltepec y Santa María del Tule; al sur con los municipios de Rojas de Cuauhtémoc y San Antonio de la Cal; y al oeste con los municipios de San Sebastián Tutla, Santa Lucía del Camino, San Agustín Yatareni y San Andrés Huayapam.

## Localidades
El municipio de Tlalixtac de Cabrera cuenta con 15 localidades.
| Localidad              | Población (2020) |
| ---------------------- | ---------------- |
| Tlalixtac de Cabrera   | 11 400           |
| Santa Catalina de Sena | 275              |
| Rancho Viejo           | 85               |

## Gobierno
El municipio de Tlalixtac de Cabrera se rige mediante el sistema de usos y costumbres.
| Presidente municipal        | Periodo   |
| --------------------------- | --------- |
| Heliodoro Morales Hernández | 1996-1998 |
| Ambrosio Vázquez Martínez   | 1999-2001 |
| Juan García García          | 2002-2004 |
| Moisés Luján                | 2005-2007 |
| Rafaela Hernández Chávez    | 2008-2010 |
| Baltazar Vázquez Hernández  | 2011-2013 |
| Guillermo Regino Hernández  | 2014-2016 |
| Miguel Cervantes Vázquez    | 2017-2019 |
| Gaspar Vázquez Hernández    | 2020-2022 |
| Alejandro Luján Manuel      | 2023-2025 |